# Peter Barták
Peter Barták es un deportista eslovaco que compitió en ciclismo en la modalidad de trials, ganador de una medalla de bronce en el Campeonato Mundial de Ciclismo de Montaña de 2002.

## Palmarés internacional
| Campeonato Mundial | Campeonato Mundial | Campeonato Mundial | Campeonato Mundial |
| Año                | Lugar              | Medalla            | Competición        |
| ------------------ | ------------------ | ------------------ | ------------------ |
| 2002               | Kaprun ( Austria)  | Medalla de bronce  | Trials 20″         |